# Jean-François Bonnel
Pour les articles homonymes, voir Bonnel.
 (octobre 2012).
Jean-François Bonnel, né le 5 juin 1959 à Gien (Loiret), est un musicien de jazz français.

## Biographie
Fils d'un mélomane, il étudie  le piano puis la clarinette au conservatoire de Montpellier et au Conservatoire d'Aix en Provence où il enseigne le jazz depuis 1987 (il recevra son diplôme d'état de professeur de jazz en 1990). 
Il reçoit le Prix Sidney Bechet de l'Académie du jazz en 1984 puis en 2000, ainsi que la Médaille d'Or de clarinette en 1985.
Dès 1977, Jean-François Bonnel participe à des groupes de jazz à Montpellier : Fox Troc, Hot Cévennes, Fanfare Bolchevique, Cossi Anatz. De 1979 à 1989 il est cofondateur du Hot Antic Jazz Band avec qui il fait de nombreux concerts et tournées à l'étranger (Edimbourg, Breda, Sacramento, Denver, Carnegie Hall de New-York).
Plusieurs disques dont deux avec Jabbo Smith (en) et Benny Waters (en) paraissent en même temps qu'il effectue des tournées en Angleterre avec des musiciens anglais (deux disques + deux CD avec Ken Coyler), en Allemagne avec le Harlem Blues & Jazz Band et en Hollande avec le guitariste manouche Fapy Lafertin. En 2010, il collabore au CD Cécile McLorin Salvant et le JF Bonnel Paris Quintet (Cécile McLorin Salvant a été son élève au Conservatoire de 2008 à 2011).
Il décide de monter en 2011 le JFB’s New Quartet, un projet plus personnel[Interprétation personnelle ?] où il peut totalement s’exprimer à la clarinette, et proposer ses arrangements originaux, accompagné par une rythmique de jeunes musiciens rencontrés dans sa classe de Jazz d’Aix-en-Provence (Félix Hunot, Olivier Lalauze, Stéphane "Zef" Richard).
En 2013, il rejoint la reformation du groupe "Anachronic Jazz Band", avec lequel il enregistre un album : "Anachronic Jazz Band : Back In Town".

## Discographie
En leader : JFB's New Quartet - 2012